# 大别山关木通
大别山关木通（学名：Isotrema dabieshanense）是马兜铃科关木通属的一种多年生铺散藤本植物，是中国的特有植物。分布于中国的安徽和湖北。
檐部黄色至红棕色, 常具杂色条纹。